# Municipio de Santiago Yucuyachi
El municipio de Santiago Yucuyachi es uno de los 570 municipios en que se encuentra dividido el estado mexicano de Oaxaca. Forma parte de la región Mixteca al noroeste del estado, su cabecera municipal es la población del mismo nombre.

## Toponimia
Santiago Yucuyachi, su nombre se forma de la unión de: Santiago, del Santo Patrón Santiago Apóstol y Yucuyachi (del Mixteco: Yucu: monte, cerro y Yachi: Espina, 'Monte de espinas'; esto debido a la vegetación principalmente constituida por espinos y cactáceas. También se propone: Yucu: monte, cerro y Yachi: Rápido, pronto; esto debido al clima caluroso y a la fertilidad de sus tierras, lo cual permite producir granos en un tiempo más corto en comparación a otras comunidades.)

## Geografía
Situado en el noroeste del territorio oaxaqueño, Santiago Yucuyachi forma parte de la región Mixteca y del distrito de Silacayoapam. Tiene una extensión territorial de 90 311 kilómetros cuadrados y sus coordenadas geográficas extremas son 17°34′ - 17°39′ de latitud norte y 98°9′ - 98°17′ de longitud oeste; su altitud va de 2000 a 1200 metros sobre el nivel del mar.
Colinda al norte con el municipio de Santiago Tamazola,al noreste con el municipio de Municipio de San Lorenzo Victoria, al sur con el municipio de Silacayoápam, al sureste con el municipio de Santa Cruz de Bravo y con el municipio de Calihualá; y al oeste con el municipio de San Juan Bautista Tlachichilco.

### Clima
Semicálido subhúmedo con lluvias en verano y cálido subhúmedo con lluvias en verano.
Rango de temperatura: 20 °C-24 °C.
Rango de precipitación: 800-1 000 mm.

### Ecosistemas
Selva baja, bosque espinoso, pastizal y bosque de pino-encino.

### Flora
Pastos, cempasúchil, alaches, verdolaga, yerba santa, anís, guayabo, granado, toronjo, limón, aguacate, limar, cubata, cazahuate, huaje, guamúchil, huizache, mezquite, cuajiote, copalillo, palo blanco, tepehuaje, pochote, pitahayo, biznaga, biznaga de chilitos, palmar, maguey, ahuehuete, amate, nogal, sauce, achuchil, encino, ocote.

### Fauna
Zancudo, grillo, luciérnaga, catarina, chapulin, lagartija, rana, chicharra, abeja, avispa, mariposas, tortuga, mojarra, charal, iguana, tortolita, coquita, paloma torcaz, codorniz, tlacuache, tejón, mapache, ardilla, conejo, liebre, armadillo, gato montés, zorro, zorrillo, coyote, tigrillo, venado, víboras, martín pescador, garza, pato, chachalaca, pájaro carpintero, murciélago, colibrí, calandria, cenzontle, águila, gavilán, búho, zopilote.

### Demografía
La población total del municipio de acuerdo con el Censo de Población y Vivienda realizado en 2010 por el Instituto Nacional de Estadística y Geografía, es de 940 habitantes, de los que 446 son hombres y 494 son mujeres.
La densidad de población asciende a un total de 18.68 personas por kilómetro cuadrado.

### Localidades
El municipio se encuentra formado por dos localidades. Su población de acuerdo al censo de 2010 son:
| Localidad            | Población |
| Total Municipio      | 940       |
| Santiago Yucuyachi   | 444       |
| Santa Rosa de Juárez | 496       |

## Política
El gobierno de Santiago Yucuyachi se rige por principio de usos y costumbres que se encuentra vigente en un total de 424 municipios del estado de Oaxaca y en las cuales la elección de autoridades se realiza mediante las tradiciones locales y sin la intervención de los partidos políticos. 
El ayuntamiento de Santiago Yucuyachi está integrado por el presidente municipal, un síndico y un cabildo integrado por tres regidores; de Educación y Salud, Hacienda y Obras.

### Representación legislativa
Para la elección de diputados locales al Congreso de Oaxaca y de diputados federales a la Cámara de Diputados federal, el municipio de Santiago Yucuyuchi se encuentra integrado en los siguientes distritos electorales:
Local:
- Distrito electoral local de 6 de Oaxaca con cabecera en Heroica Ciudad de Huajuapan de León.[4]

Federal:
- Distrito electoral federal 6 de Oaxaca con cabecera en Heroica Ciudad de Tlaxiaco.[5]

## Cultura

### Festividades
En la cabecera municipal, se celebra la festividad más grande en el mes de enero, se conmemora a la Virgen de Inmaculada Concepción. Para ello se realizan diversas actividades culturales y religiosas: Jaripeos, bailes, Guelaguetza, misas, novenarios, procesión, entre otros. 
Es en esta fecha cuando regresan a la comunidad los migrantes radicados en distintas ciudades del país, sobre todo de: Nezahualcóyotl (estado de México), Ciudad de México, Chalco de Díaz Covarrubias, Chimalhuacán , Puebla de Zaragoza, Cuautla de Morelos, Veracruz, Tijuana, Ensenada (Baja California), Camalú, San Quintin. También llegan de diferentes lugares de Estados Unidos, principalmente de: Santa María (California), San José (California), Santa Rosa (California), San Diego (California), Arkansas, Texas y Tampa. 
Otras festividades importantes son: 25 de Julio, Santiago Apóstol; Carnaval; Día de muertos; Semana Santa; 12 de octubre, Virgen de Guadalupe.

### Artesanías
Manufacturas de tejidos de ixtle y palma: sombreros, petates, tenates, sopladores.
Manufacturas de madera: máscaras, bancos, juguetes y esculturas.

### Gastronomía
Pozole, tamales, mole de guajolote, chilate, chileajo, guaxmole, torta de queso, tamales de calabaza, caldo de queso, chileatole, frijoles martajados, frijoles remolidos, picaditas, barbacoa de res y de cordero.
Chocolate, atole de masa, atole de granillo, champurrado, aguardiente, mezcal.